# Cromidon minutum
Cromidon minutum là một loài thực vật có hoa trong họ Huyền sâm. Loài này được (Rolfe) Hilliard mô tả khoa học đầu tiên năm 1990.